# Weissia ricciae
Weissia ricciae är en bladmossart som beskrevs av Bridel 1819 [1818. Weissia ricciae ingår i släktet krusmossor, och familjen Pottiaceae. Inga underarter finns listade i Catalogue of Life.